# Редушко Анатолій Ярославович
Анатолій Ярославович Редушко (нар. 9 січня 1970, Івано-Франківська область, УРСР) — радянський та український футболіст, нападник та півзахисник, згодом — український футбольний тренер.

## Кар'єра гравця

### Клубна кар'єра
Кар'єру гравця розпочав у 1988 році в складі аматорського клубу «Хімік» (Калуш). У 1992 році зіграв чотири матчі в тертьоліговому клубі «Сокіл» (Бережани), після чого перейшов до стрийської «Скали». Влітку 1994 року отримав запрошення від івано-франківського «Прикарпаття», у футболці якого 19 липня 1994 року дебютував у Вищій лізі України. Влітку 1996 року виїхав до Росії, де протягом півроку виступав у клубі «Уралан» (Еліста). У 1997 році повернувся до «Прикарпаття». Також захищав кольори фарм-клубів прикарпатців «Енергетик» (Бурштин), «Хутровик» (Тисмениця) та «Прикарпаття-2». У 2001 році залишив «Прикарпаття». Потім виступав в аматорському клубі «Тепловик» (Івано-Франківськ). У 2004 році став гравцем «Буковини», але потім повернувся до «Тепловика». Потім перейшов до «Цементника» (Ямниця), у футболці якого 2010 року завершив кар'єру футболіста. У 2012 році відновив кар'єру гравця в івано-франківському «Благо».

## Кар'єра тренера
По завершенні кар'єри гравця розпочав тренерську діяльність.Спочатку допомагав тренувати дітей у футбольній школі «Прикарпаття» (Івано-Франківськ). Зараз разом з Емілем Микульцем тренує юних вихованців.